# Кожемяко, Михаил Николаевич
Михаил Николаевич Кожемяко — советский хозяйственный и государственный деятель, лауреат Государственной премии СССР за выдающиеся достижения в труде.

## Биография
Родился в 1930 году в деревне Кургановка. Член КПСС.
В 1949—1956 годах — лесоруб в Брянской области.
В 1956—1961 годах — вальщик леса в Шуйско-Виданском ЛПХ,
В 1961—1966 годах — вальщик леса на Пенингском участке Суккозерского ЛПХ.
В 1966—1992 годах — бригадир малой комплексной бригады Воломского ЛПХ.
За выдающиеся достижения в соцсоревновании на основе комплексного совершенствования трудовых процессов, внедрения передовой организации труда был в составе коллектива удостоен Государственной премии СССР за выдающиеся достижения в труде 1975 года.
Заслуженный работник лесной промышленности Карельской АССР (1970) и РСФСР (1983).
Умер в 2000 году в поселке Пенинга Муезерского района Карелии.

## Награды
- Орден Ленина
- Орден Трудового Красного Знамени